# Franziskuskirche (Warschau)
Die katholische Kirche des Heiligen Franziskus (polnisch Kościół św. Franciszka) in Warschau ist eine katholische Franziskanerkirche in der Warschauer Neustadt.

## Geschichte
Die Kirche wurde 1646 von Ladislaus IV. Vasa im barocken Stil gestiftet für die Franziskaner gestiftet und in der zweiten Hälfte des 17. Jahrhunderts von Giovanni Battista Ceroni und Giacomo Fontana ausgebaut.  Im Warschauer Aufstand von der Wehrmacht zunächst niedergebrannt, wurde die Kirche nach dem Krieg wieder aufgebaut.

## Geographische Lage
Die Kirche befindet sich in der Warschauer Neustadt an der Ecke der Franziskanerstraße und der Fretastraße, die zum Marktplatz der Neustadt führt.

## Darstellungen

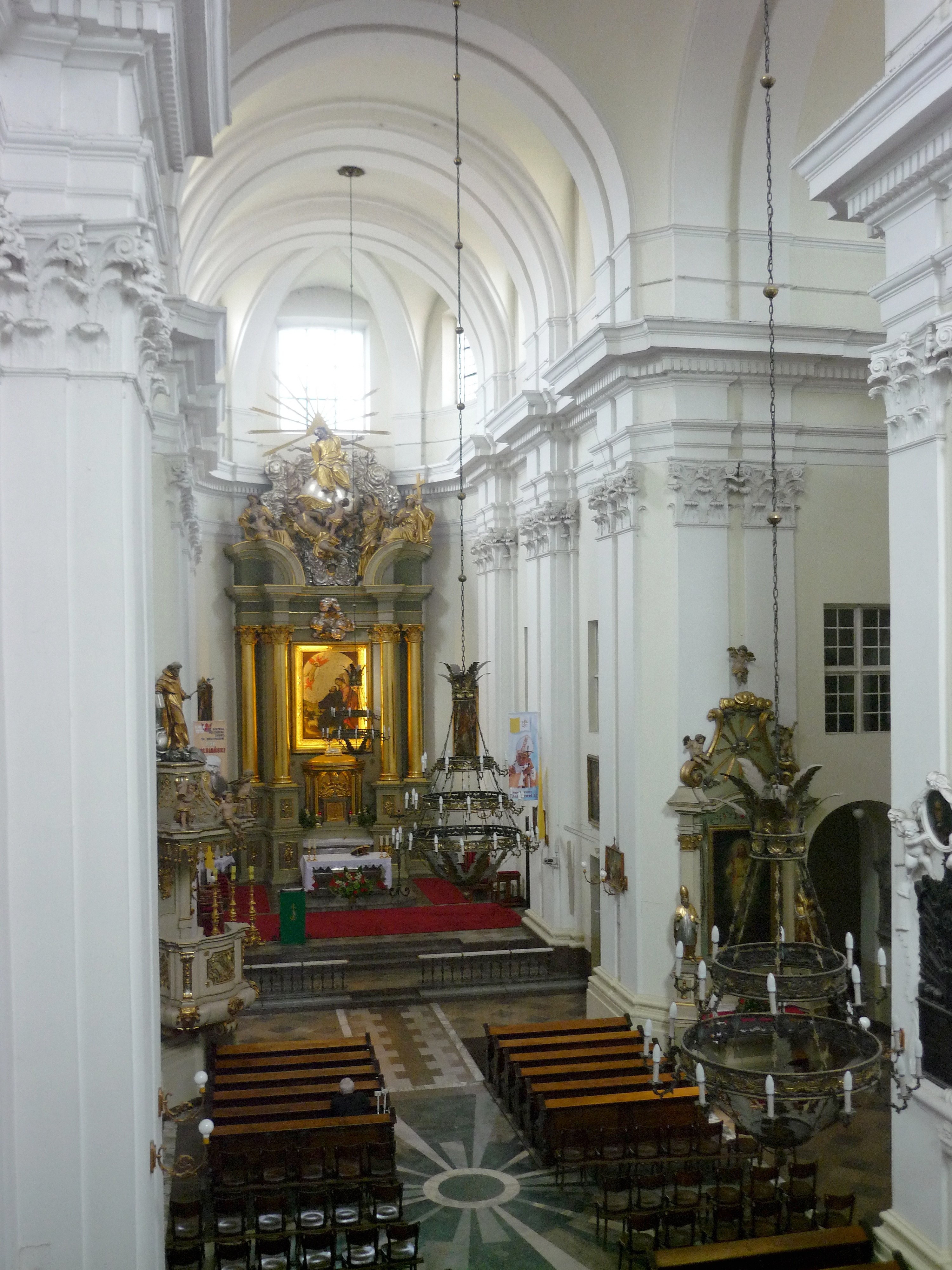
Innenraum
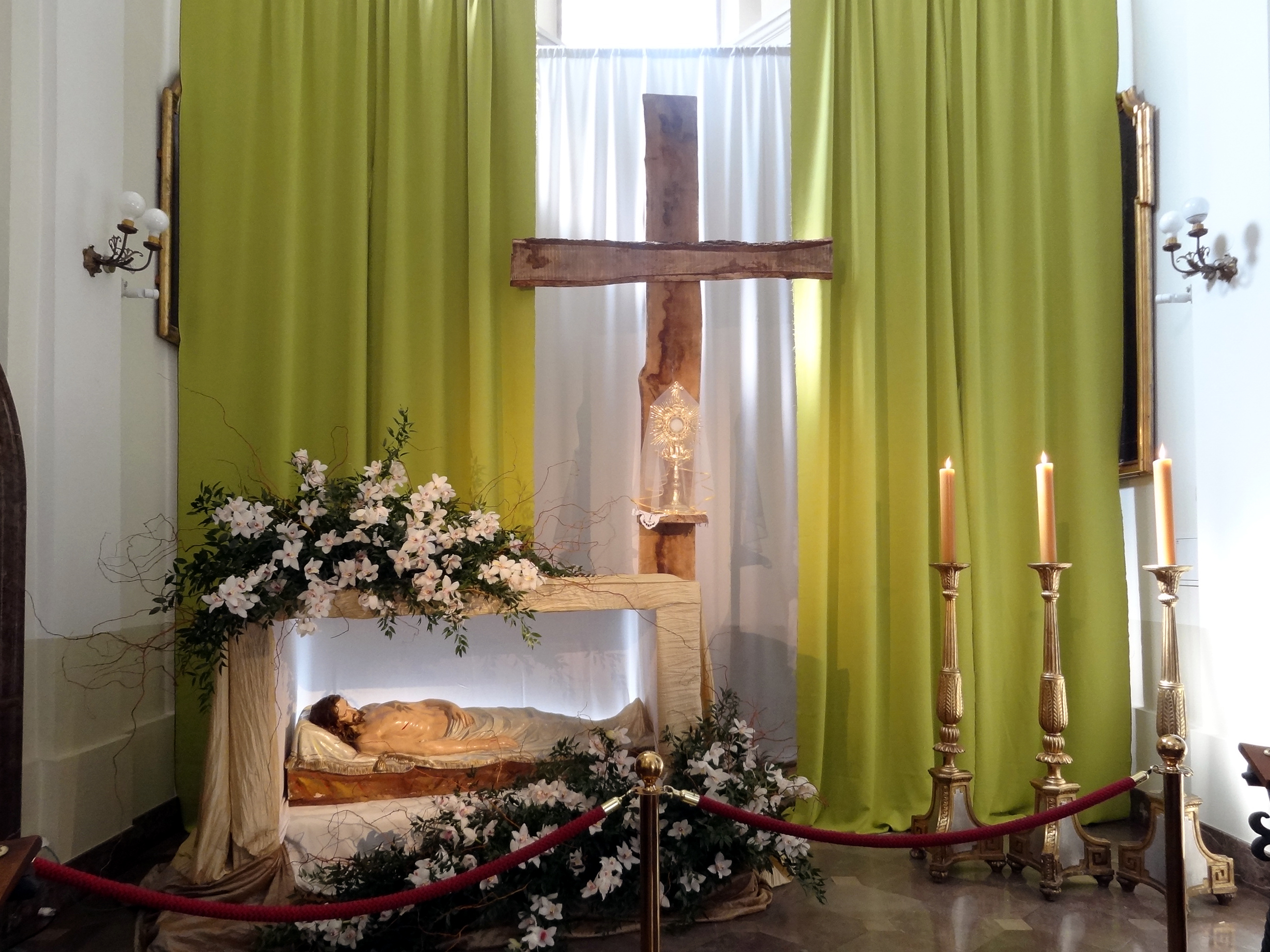
Kapelle mit dem Heiligen Grab am Karsamstag 2023
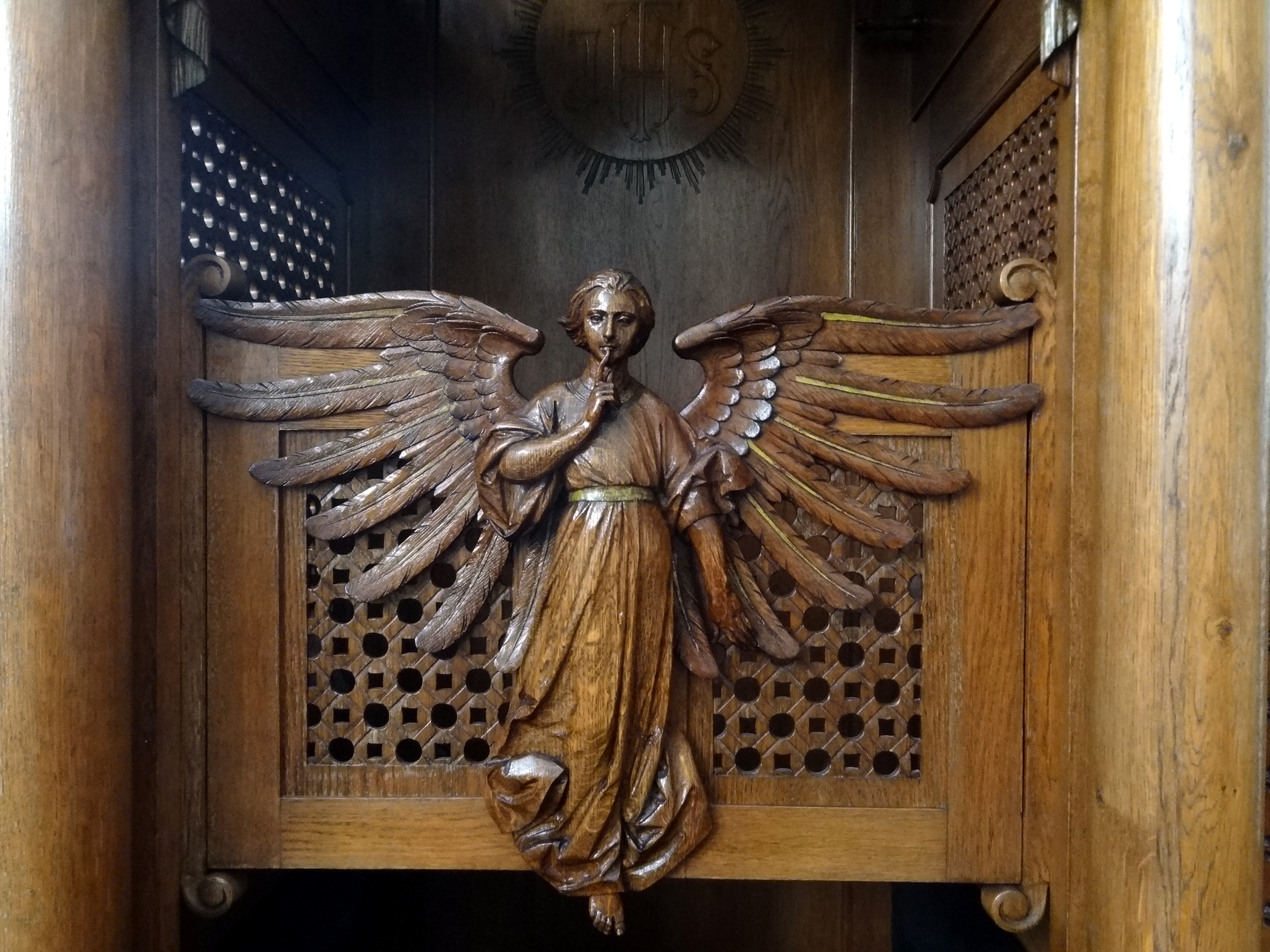
Hölzerner Beichtstuhl, Detail - Foto Ivonna Nowicka